# Glaukos (Sohn des Aipytos)
Glaukos (altgriechisch Γλαῦκος Glaúkos), der Sohn des Aipytos, war in der griechischen Mythologie ein König von Messenien und der Vater des Isthmios.
Er war ein gerechter Herrscher und der erste Dorer, der den Gott Zeus verehrte. Er gründete ein Heiligtum für Zeus auf der Ithome und eines für Machaon, den Sohn des Asklepios, in Gerenia. Für Messene, die Tochter des Triopas, begründete er den Heroenkult.